# نظام الحصول على البيانات المغناطيسية
نظام الحصول على البيانات المغناطيسية  هو نظام يتكون من 50 مقياس مغناطيسي في الوقت الحقيقي ويتم نشرها من قبل جامعة كيوشو سانغيو في فوكوكا باليابان كجزء من المساهمة الرائدة لليابان في السنة الدولية للفيزياء الشمسية في الأمم المتحدة.
في أبريل 2007 ركز الانتشار على طول 210 خط مغناطيسي وهو ما يعني شمال اليابان وجنوبها. ومع ذلك خلال المرحلة الحالية من التوسع  يتم نشر الوحدات أيضًا على طول خط الاستواء المغنطيسي الأرضي في أماكن مثل ماليزيا وإثيوبيا ونيجيريا وساحل العاج والبرازيل والقارة القطبية الجنوبية ومن أكتوبر 2012 الإكوادور. يتم إرسال البيانات من كل وحدة في الوقت الحقيقي إلى مركز البيانات الموجود في (مركز أبحاث بيئة الفضاء بجامعة كيوشو).
وللمعلومية إن المكان الأكثر غرابة حيث تعمل وحدة ماقداس  في ديفيس (القارة القطبية الجنوبية) التابعة للقسم الأسترالي في أنتاركتيكا.